# Кербер, Леонид Львович
Леони́д Льво́вич (Лю́двигович) Ке́рбер (нем. v. Körber) (3 (17) июня 1903, Санкт-Петербург — 9 октября 1993, Москва) — советский авиаконструктор, специалист в области авиационного оборудования. Заместитель генерального конструктора А. Н. Туполева по оборудованию в его КБ. Доктор технических наук (без защиты диссертации). Лауреат Сталинской (1952) и Ленинской (1957) премий.
Автор первой книги о Туполеве и его «шараге» — ЦКБ-29 НКВД, распространявшейся в СССР в форме самиздата.

## Биография
Потомственный дворянин, представитель немецко-балтийского духовно-аристократического рода Körber. Евангелическо-лютеранского вероисповедания.
Родился в семье морского офицера Людвига и его жены Ольги Федоровны (урожденная фон Шульц). Отец много времени проводил на войнах либо в многомесячных плаваниях и командировках. Вместе с младшим братом Кербер воспитывался матерью и старшим братом Виктором.

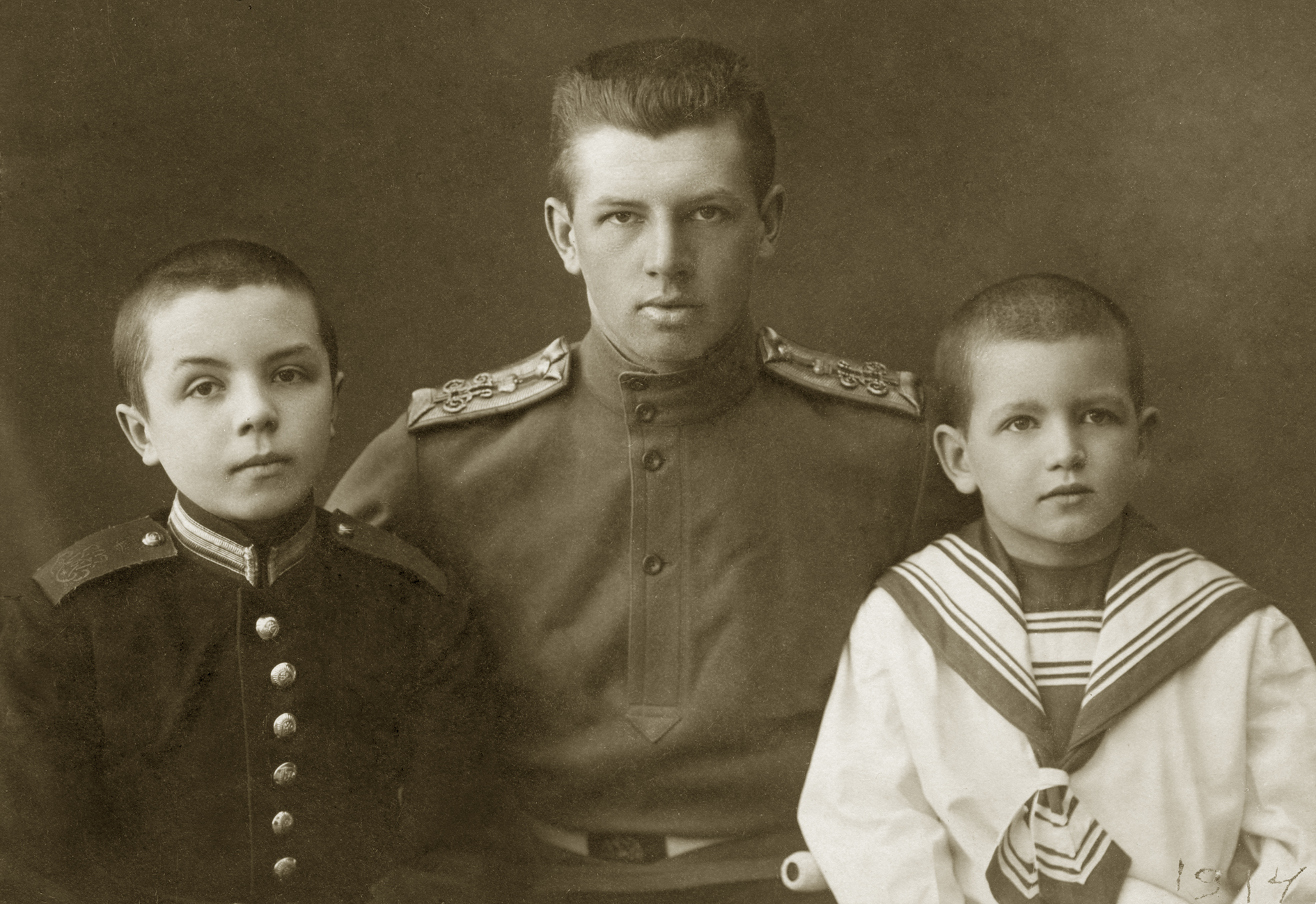
Кадет 1-го кадетского корпуса Леонид Кербер (слева) с братьями Виктором (Пажеской корпус) и Борисом (1915)

В 1913 году, после года учёбы в немецкой гимназии Карла Мая, поступил в Первый кадетский корпус. В 1917 году перевелся в Морской кадетский корпус. После Октябрьской революции в связи с расформированием в марте 1918 года Морского корпуса был вынужден прервать образование. Вскоре с матерью и младшим братом (отец в это время находился в Лондоне, а старший брат на фронте) был изгнан революционными матросами из квартиры на 10-й линии Васильевского острова и перебрался в Лугу, где семья поселилась поблизости от проживавших там сестры и брата матери — отставного вице-адмирала М. Ф. Шульца.
Кербер устроился вольноопределяющимся на Лужский артиллерийский полигон, но вскоре, несмотря на возраст, был призван в Красную армию. На фронтах Гражданской войны воевал в составе артиллерийского дивизиона 4-й Петроградской пехотной дивизии, переименованной в апреле 1919 года в 11-ю стрелковую. Участвовал в боях против Юденича, затем в Польском походе в составе 15-й армии Корка. После того, как 15-я армия на подступах к Варшаве была разбита, Кербер оказался в окружении и с разрозненными частями своей дивизии с боями отступал в Россию.
С окончанием войны дивизия была расквартирована в Петрограде, где в марте 1921 года участвовала в подавлении Кронштадтского мятежа. Тогда по льду Финского залива Кербер шёл в атаку против своего двоюродного брата Александра.
В том же году он демобилизовался и поселился в Таганроге у брата Виктора, где тот помог ему поступить на авиационный завод. В марте 1922 года брат был переведён в Москву, и вместе с ним в столицу переехал и Леонид. Он устроился разнорабочим на Трехгорный пивоваренный завод и одновременно решил завершить среднее образование на рабфаке им. Л. И. Мандельштама. Получив на рабфаке начальное техническое образование, он подал заявление в Военно-воздушную академию им. Н. Е. Жуковского.

### Работа в авиации
Один из членов приёмной комиссии, бывший матрос с Балтики В. С. Войтов:

… спросил, кем был мой отец. Темнить было бесполезно. И я ответил:
— Офицер морского флота.
— Как же, как же, имел честь быть с ним знакомым, — сказал Войтов, — служил на линкоре «Гангут» старшиной первой статьи. Суровым начальником был адмирал Кербер, да улизнул из наших рук. Уж мы-то его вздёрнули бы на рее обязательно.
Пришлось ретироваться.

Вместо академии, в связи с достижением призывного возраста, в январе 1925 года Кербер вновь оказался на военной службе. Тот факт, что в течение двух лет он служил в Красной армии и воевал на фронтах Гражданской войны, во внимание не был принят. Как выпускника рабфака его стали готовить по программе младшего командира запаса РККА. Это сократило срок службы до одного года, кроме того, он был направлен в 1-й радиополк (полк радиоразведки) во Владимир, где получил специальности радиомеханика и радиотелеграфиста. По этим специальностям в полку он готовился вместе с будущим известным полярным радистом Э. Т. Кренкелем и разведчиком Р. И. Абелем.
Демобилизовавшись весной 1926 года, Л. Кербер попытался поступить в лётное училище, но вновь получил отказ по зрению. Он вынужден был несколько месяцев работать разнорабочим, пока по протекции двоюродного брата, заместителя начальника Главного управления РККА В. Е. Гарфа, не устроился слесарем в лабораторию Научно-испытательного института связи (НИИС) РККА.
В 1928 году по предложению начальника отдела радиоприёмников И. М. Милейковского Леонид был переведён на конструкторскую работу по созданию радиопеленгатора. Под руководством С. И. Андреева он участвовал в разработке коротковолновых радиопеленгаторов для фронтовой и армейской радиоразведки 55ПК-1, 55ПК-2 и 55ПК-3, а затем, в 1929 году, устанавливал и испытывал их вдоль западной границы — в войсках Киевского военного округа.

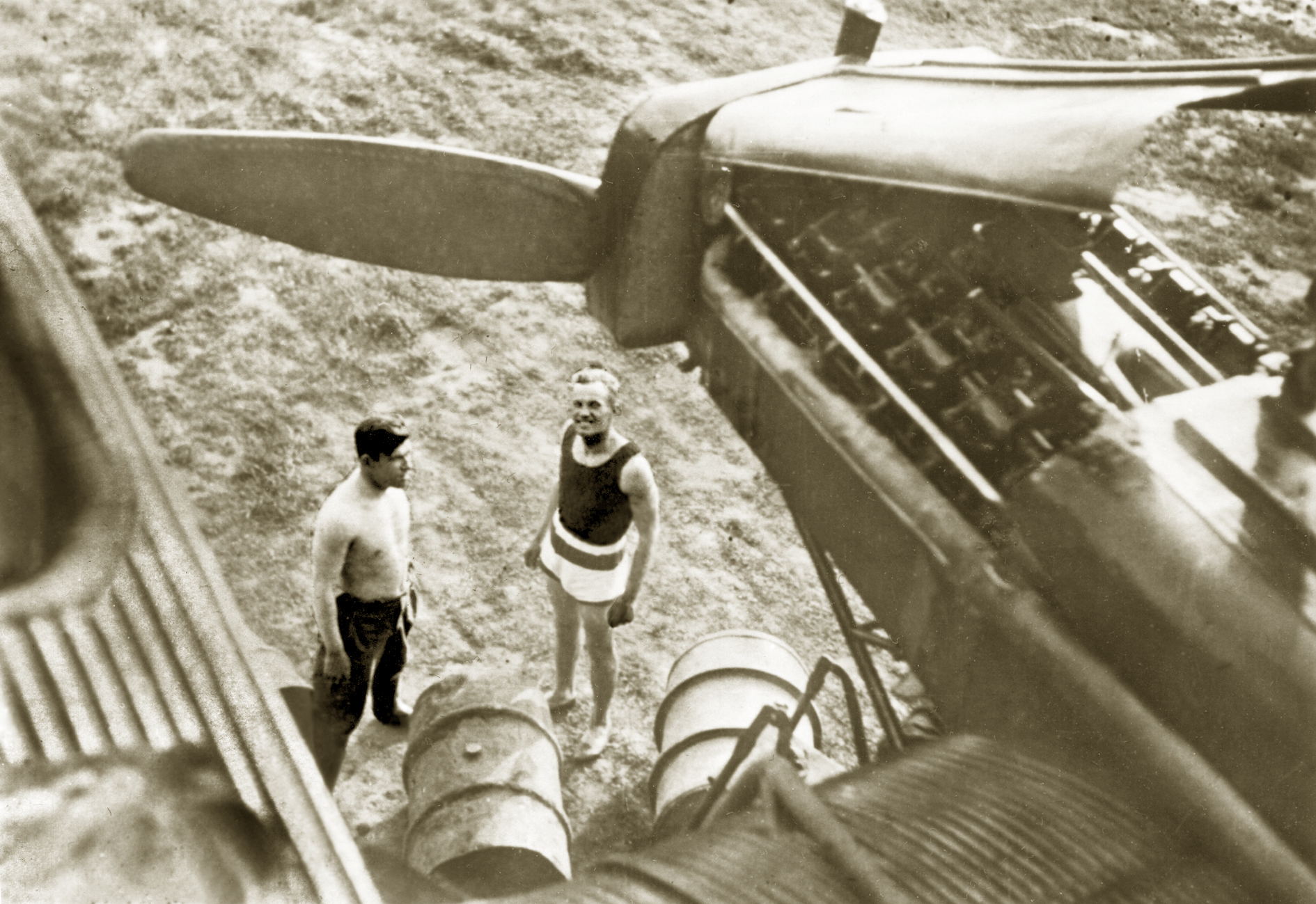
Бомбардировщик ТБ-3 (АНТ-6) под Хабаровском во время испытаний радиопеленгатора АПР-1 (1930)

В 1930 году вместе с С. И. Андреевым и Н. А. Корбанским по заданию Авиапрома Кербер участвовал в создании первого авиационного радиопеленгатора АПР-1, который после испытаний устанавливал на бомбардировщиках ТБ-3 (АНТ-6) в Хабаровске. Здесь он познакомился с А. Н. Туполевым.
Оставаясь сотрудником НИИС РККА, Л. Кербер в 1934 году был привлечён Туполевым к оснащению радионавигационным оборудованием АНТ-25 («Рекорд дальности»). Требования были очень высоки, поскольку машина готовилась для будущих перелётов В. П. Чкалова и М. М. Громова через Северный полюс в Америку. В процессе подготовки машины в составе экипажа М. М. Громова Кербер совершил несколько перелётов из Москвы в Читу. Вся аппаратура была настроена, антенны установлены в наиболее рациональное положение.

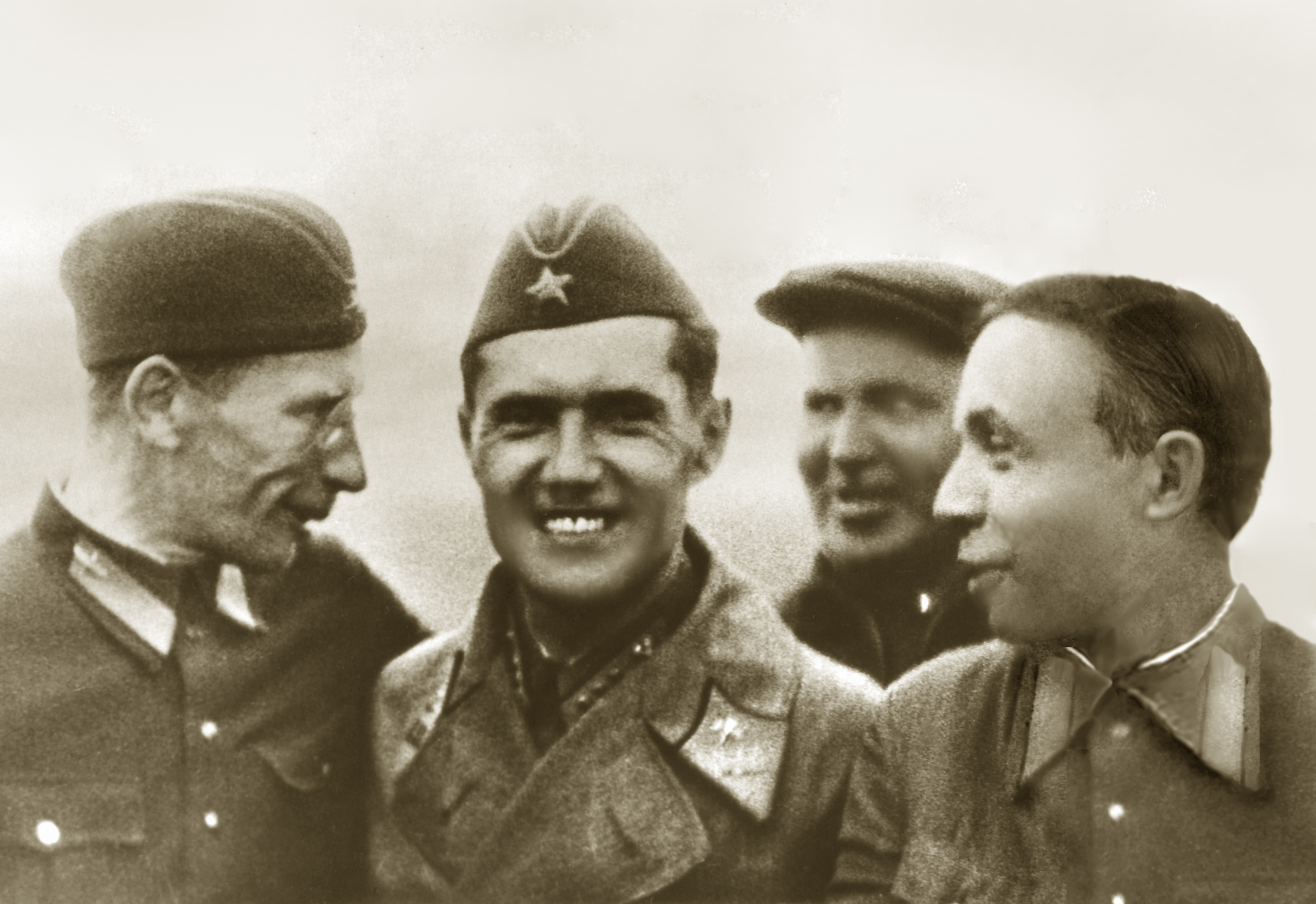
После перелёта на самолёте ДБ-А Москва — Мелитополь — Москва. Слева направо: И. Ф. Фролов, В. Ф. Болховитинов, М. Годовиков, Л. Кербер (1937)

Одновременно с АНТ-25 Керберу пришлось оснащал радиосвязью и другой самолёт — «ДБ-А» («Дальний бомбардировщик „Академия“»), созданный в академии Жуковского В. Ф. Болховитиновым, Я. М. Курицкесом и отцом жены Леонида — М. М. Шишмарёвым. В. Ф. Болховитинову Кербера авиаконструктор Амик Енгибарян представил так:

Этот человек может всё. Если надо, он заменит штурмана. Кроме того, что он прекрасный радист, он ещё и специалист по всему самолётному электрооборудованию.

Бомбардировщик строился для дальних полётов с большой бомбовой нагрузкой, но на нём не предполагалось ставить рекорды. Более того, самолёт ещё не завершил весь комплекс заводских испытаний, когда именно его в мае 1937 года С. А. Леваневский выбрал для своего перелёта через Северный полюс. Оказалось, что он не доверял одномоторному АНТ-25 Туполева.
Создатели самолёта рассматривали решение лететь на неподготовленной машине неоправданным риском, но отговорить С. А. Леваневского не смогли. Им удалось включить в состав экипажа радистом Кербера, который участвовал в установке, наладке и испытании всего оборудования самолёта. В ускоренном режиме он завершил все мероприятия на Н-209 (переименованном в «ДБ-А»), но за несколько дней до назначенного на 12 августа 1937 года старта, был заменён личным радистом С. А. Леваневского — Н. Я. Галковским. В ходе полета экипаж исчез в Арктике, успев лишь сообщить об отказе одного из двигателей. Существует две версии причины замены радиста. Б. Е. Черток писал:

Среди тысяч историй, связанных с репрессиями, была и такая со счастливым концом, когда арест спас жизнь. Кербер в июле был выведен из состава экипажа Н-209 для того, чтобы в августе его можно было арестовать. После прохождения сокращенного курса адских наук «Архипелага ГУЛАГ» он вернулся к любимой работе в коллективе Туполева.

Однако это мнение спорно, поскольку именно Кербер поддерживал радиосвязь с бортом в полёте. Кроме того, на самом деле уволили его из НИИС РККА не сразу, а в конце осени 1937 года, арестован же он был в мае 1938 года.
Другая версия объясняет произошедшее личной антипатией Леваневского к Керберу, о высокомерном и недружелюбном общении которого Кербер позже писал в своих воспоминаниях.

### ЦКБ-29

Л. Л. Кербер в Кулойлаге (1939)

После гибели экипажа С. А. Леваневского Кербер ещё некоторое время продолжал работать в НИИС, где уже начались увольнения и аресты. Он был отстранён от должности и уволен из института 23 октября 1937 года. Арест произошёл 1 мая 1938 года. С 10 мая в одной из соседних камер находился двоюродный брат Л. Л. Кербера — комдив В. Е. Гарф, но Кербер об этом не знал. Гарф же, которому инкриминировалась «расстрельная» статья, знал об аресте Кербера, но следователям ничего не сказал и тем сохранил ему жизнь.
В июне Л. Л. Кербера перевели в Бутырки, где к концу 1938 года следствие было завершено. Доказательная база, собранная против него и послужившая основой обвинения по статьям 58-7 и 58-11 УК РСФСР, оказалась слабой. Кербер признавался в таких технических диверсиях, которые с точки зрения физики выглядели абсурдом. Тем не менее в ноябре 1938 года его приговорили к 8 годам лагерей. Через несколько дней в Лефортовской тюрьме был сформирован этап, и начался его путь в Кулойлаг.
Лесозаготовительный Кулойлаг отличался особенно тяжёлым положением заключённых. В конце 1930-х годов он оказался абсолютным лидером по уровню смертности. Кулойлаг состоял из нескольких отделений. Центр Приморского лагпункта, куда с очередным этапом в начале 1939 года прибыл Л. Л. Кербер, находился в деревне Часовенская Приморского района (ныне в составе Талажского сельского поселения). Кербер был определён картографом в экспедицию, состоящую из заключённых. Их задачей было проведение изыскательских работ под створы легких плотин на притоках Лодьмы, Колозьмы и Кулоя, строительство которых планировалось для накопления воды в период таяния снегов и последующего сплава леса.
В 1938 году НКВД стало собирать арестованных авиаконструкторов и авиаинженеров. Распределённые между четырьмя бригадами, они получили задание на создание четырёх самолётов, с последующей организацией их серийного производства. Эти самолёты должны были стать основой бомбардировочной и истребительной авиации СССР. Одной из таких бригад руководил А. Н. Туполев. Ему поручили подготовить списки специалистов, необходимых для решения поставленной задачи, и так в список попал и Кербер. Пробыв чуть больше года в Кулойлаге, в начале 1940 года он был этапирован в Москву и оказался в ЦКБ-29 НКВД («Туполевской шараге»). В здании КОСОС на ул. Радио находилась и тюрьма, и рабочие кабинеты. С этого момента вся дальнейшая трудовая деятельность Кербера и в заключении, и на свободе оказалась была связана с КБ Туполева.
В ЦКБ-29 бригада Туполева проектировала пикирующий двухмоторный бомбардировщик — «изделие 103». Кербер отвечал за оснащение самолёта электро- и радиооборудованием. На положении заключённого он проработал 1,5 года и в мае 1941 года был освобождён. В отличие от товарищей, его не амнистировали, а признали невиновным по результатам пересмотра дела. Пересмотр стал возможен после отстранения и расстрела Ежова и прихода к руководству НКВД Л. П. Берии. Кроме того, по просьбе жены Кербера Е. М. Шишмарёвой за него подписали поручительство Г. Ф. Байдуков, С. А. Данилин, В. С. Гризодубова. Сыграло свою роль и отсутствие серьёзной доказательной технической базы в следственном деле.
В качестве вольнонаёмного он продолжил работать в ЦКБ-29 и на ночь иногда мог приезжать домой. Летом 1941 года ЦКБ-29 было эвакуировано в Омск, где были продолжены работы над Ту-2 (официальное название изделия «103»). К зиме здесь удалось наладить серийный выпуск бомбардировщика. Однако по распоряжению Сталина, в связи с перепрофилизацией Омского авиазавода, производство Ту-2 в 1942 году было временно приостановлено. Летом 1943 года ЦКБ-29 вернулось в Москву. К этому времени все сотрудники «шараги» были освобождены, но коллектив почти полностью сохранился. Создавались различные модификации Ту-2 (Ту-2Р, Ту-2Д), где было особенно много работы по оборудованию. К началу 1944 года производство бомбардировщика возобновилось, и он сыграл заметную роль на заключительном этапе войны. За участие в создании и испытаниях самолёта во фронтовых условиях Кербер был награждён Орденом Отечественной войны I степени.

### Заместитель генерального конструктора
Сразу после окончания войны ОКБ Туполева приступило к работам над первым стратегическим бомбардировщиком, который позже был назван Ту-4. По заданию Сталина следовало повторить американский бомбардировщик B-29, поскольку СССР для реализации своей ядерной программы нуждался в дальнем бомбардировщике.
Советский самолёт должен был стать точной копией американского, повторяя его во всех деталях. Туполев считал это невозможным, но согласился работать над проектов, обратив внимание Сталина на необходимость привлечения большого числа заводов-смежников, принадлежавших разным ведомствам, и поэтому получил право выдавать им задания напрямую, минуя отраслевое руководство.
Конструкторы работали с тремия B-29, в разное время совершившими вынужденные посадки на советском Дальнем Востоке и оставшихся на территории СССР. В процессе разборки одной из машин А. Н. Туполев сказал:

Но что мы будем делать с вооружением и оборудованием? По правде говоря, не уразумел. Стрелок сидит почти в самом хвосте, а стреляет из носовых пулеметов. Какова же должна быть надежность такого дистанционного управления? И еще — все эти радиолокационные прицелы, дальномеры, вычислители, автоматы координат… Воспроизведут ли наши их как надо? Допустим, воспроизведут, но глядите: они соединены сотнями, тысячами <…> миллионами проводов. Как Кербер с Надашкевичем разберутся с ними, как поймут, откуда и куда идет вот хотя бы этот <…> ума не приложу! Замкнется где-нибудь проклятый, что тогда?
— Кербер Л. Л. А дело шло к войне...
Усилиями А. Н. Туполева и его сотрудников в краткий срок были налажены горизонтальные связи более чем с 900 смежными организациями. Благодаря Ту-4 удалось существенно простимулировать советскую промышленность и прежде всего радиоэлектронику. Повторить американский бомбардировщик так, как формулировал задачу Сталин, не удалось, однако функционально Ту-4 прототипу не уступал, а по ряду позиций даже превосходил. Бомбардировщик был построен к назначенному сроку и запущен в серию, позволив в первые послевоенные годы преодолеть технологическое отставание от США.
Вслед за Ту-4, ставшим последним поршневым самолётом А. Н. Туполева, началась эра реактивных и турбореактивных самолётов, где роль оборудования существенно возросла. В ОКБ Туполева в 1952 году была создана должность заместителя генерального конструктора по оборудованию, которую занял Л. Л. Кербер.

Л. Л. Кербер, А. Н. Туполев (сидят слева направо) и А. А. Туполев (стоит справа) с авиапромышленником Д. Дугласом (США) (стоит первым слева) на авиасалоне в Ле-Бурже (автограф на фото Д. Дугласа, 1965)

В этой должности он участвовал в оснащении всех самолётов своего ОКБ. Последним оказался известный сверхзвуковой реактивный лайнер Ту-144. В линейке военных и гражданских самолётов ОКБ Туполева одним из самых важных для Л. Л. Кербера оказался авиалайнер Ту-114. С этого самолёта началась эра применения цифровых технологий в авиации. Керберу удалось оборудовать Ту-114 дублирующей навигационной системой на основе специально созданной бортовой цифровой вычислительной машины (БЦВМ). В 1965 году Кербер представлял Ту-114 на авиасалоне в Ле-Бурже.
В 1966 году Кербер оказался единственным, кто открыто выступил против передачи А. Н. Туполевым руководства конструторским бюро своему сыну А. А. Туполеву. Туполев-старший не согласился с мнением Кербера, и тому пришлось уволиться.
В дальнейшем Кербер читал лекции по оборудованию самолётов студентам в МАИ, а также занимался литературным творчеством.
Умер 9 октября 1993 года в Москве. Похоронен на Головинском кладбище.

### Семья
- Мать Ольга Федоровна ур. фон Шульц (1866—1942);
- жена Елизавета Михайловна Шишмарева (1904—1996) — дочь генерал-майора авиации, авиаконструктора, профессора М. М. Шишмарёва;
  - сын Михаил Леонидович(1932);
  - сын Лев Леонидович (1937—1993);
- дед: Бернгард Августович Кербер (1837—1915) — доктор медицины, профессор Дерптского университета;
- дед: Фёдор Богданович фон Шульц (1820—1880) — контр-адмирал;
- брат: Виктор Львович Корвин-Кербер (1894—1970) — один из первых российских морских лётчиков, авиаконструктор ОКБ Д. П. Григоровича, заместитель Главного конструктора ОКБ И. В. Четверикова;
- брат: Борис Львович Кербер (1907—1978) — авиаконструктор, заместитель Генерального конструктора А. И. Микояна по оборудованию;
- двоюродный брат: Вильгельм Евгеньевич Гарф (1884—1938) — комдив.

## Награды и премии
- Два ордена Ленина;
- Орден Отечественной войны 1-й степени (08.08.1947);
- Орден Красной Звезды;
- медали;
- Сталинская премия (1952);
- Ленинская премия (1957).

## Интересные факты

Председатель Совета Министров СССР Н. С. Хрущёв и Л. Л. Кербер на борту Ту-114 в дни государственного визита в США (27 сентября 1959)

В сентябре 1959 года ещё не были завершены все испытания лайнера Ту-114, в том числе новой цифровой системы навигации, но Н. С. Хрущёв решил лететь с официальным визитом в США именно на этом самолёте. Могла повториться ситуация, подобная трагедии с ДБ-А. А. Н. Туполев был вынужден подчиниться, но добился того, чтобы в число сопровождавших официальную делегацию был включён Л. Л. Кербер. Обратный полёт из Вашингтона проходил 27 сентября 1959 года. В этот день была зарегистрирована мощная магнитная буря, вызванная сильной вспышкой солнечной активности. Прекратил свою работу магнитный компас, практически отсутствовала радиосвязь. Второй пилот корабля М. А. Нюхтиков был вынужден ориентироваться по новой навигационной системе, которая отработала безотказно, и полёт и посадка прошли успешно.
При испытаниях стратегического бомбардировщика Ту-95 произошло событие, которое могло закончиться гибелью самолёта с экипажем и всего проекта. 11 мая 1953 года на первом опытном образце Ту-95 погиб летчик-испытатель А. Д. Перелёт. При очередном полёте не выпустились шасси. Из Москвы приехали А. Н. Туполев и Л. Л. Кербер с бригадой инженеров своего отдела. Проанализировав ситуацию, Кербер велел бортинженеру А. М. Тер-Акопяну полностью обесточить машину. Это было рискованным решением, поскольку самолёт оставался без радиосвязи с землёй, однако после подключения питания реле, запиравшее шасси, сработало, и самолёт совершил нормальную посадку.
Книга о ЦКБ-29 была написана Л. Л. Кербером «в стол», однако она стала распространяться в форме «самиздата». Одна из машинописных копий попала в Западную Германию, и была опубликована в 1971 году в издательством «Посев» под названием «Туполевская шарага». На обложке автором был указан «А. Шарагин», но в предисловии сказано, что настоящий автор неизвестен. Через два года в том же издательстве вышел второй тираж, на обложках которого автором был указан «Г. Озеров». Георгий Александрович Озеров — реальный человек, один из ведущих сотрудников А. Н. Туполева, также, как и Кербер автор воспоминаний о нем. В издательстве «Посев» посчитали, что автором является именно он, на том основании, что последняя глава книги заканчивалась на его фамилии:

По докладу коллегии НКВД Правительство Союза, учитывая добросовестную работу нижепоименованных специалистов над самолётами (следует перечень машин), постановляет освободить из-под стражи:
1. Черемухина Алексея Михайловича
2. Озерова Георгия Александровича…
Он перечисляет всех 18. Так, в жаркий августовский день 1941 года обрели мы свою свободу…

Во втором издании «Шараги» издатели изменили эту последнюю фразу в тексте главы, и имя Георгия Озерова с обложки исчезло.
В последние годы жизни Кербер дружил с писателем-маринистом В. В. Конецким, хотя за несколько лет переписки им не удалось встретиться. Многие сведения из истории семьи, факты биографии Л. Л. Кербера, особенно те, которые не были связаны с его профессиональной деятельностью, стали известны из этих писем. Конецкий сохранил их, и после смерти Кербера опубликовал в седьмом томе своих сочинений.

## Основные работы
- Кербер Л. Л., Кербер Б. Л. Самолётные радионавигационные станции и их эксплуатация. Под ред. В. И. Баженова. — М.: Изд-во ЦАГИ, 1936. — 114 с.
- Шарагин А. Туполевская шарага. — Франкфурт-на-Майне: «Посев», 1971.
- Кербер Л. Л. Компоновка оборудования на самолетах. — М.: Машиностроение, 1972. — 304 с.
- Кербер Л. Л. Ту — человек и самолёт. — М.: Советская Россия, 1973. — 288 с. — (Люди Советской России). — 50 000 экз.
- Кербер Л. Л. А дело шло к войне // «Изобретатель и рационализатор»:

- 1988. — № 3. — С. 39—41; № 4. — С. 24—27; № 5. — С. 40—43; № 6. — С. 23—25; № 7. — С. 40—43; № 8. — С. 26—28; № 9. — С. 37—39;
- 1990. — № 5. — С. 30—34; № 6. — С. ??—??; № 7. — С. 40—42; № 8. — С. 28—30; № 9. — С. 40—41; № 10. — С. 30—31.

- Кербер Л. Л. о коммунистической бюрократии и системе «шараг»
- Кербер Л. Л. Туполев (Воспоминания). — С.-Пб.: Политехника, 1999. — 340 с. — (XX век. Знаменитые конструкторы России). — 5000 экз. — ISBN 5-7325-0492-3.
- Кербер Л. Л. Не мир тесен, а слой тонок // Конецкий В. Эхо. — М.: «Текст», 2005.